# Cassiglio
Cassiglio [kaˈsːiʎːo] (Cassèi [kaˈsɛi] in dialetto bergamasco) è un comune italiano di 105 abitanti della provincia di Bergamo in Lombardia.
Situato in Val Stabina, laterale dell'alta Val Brembana, dista circa 45 chilometri a nord dal capoluogo orobico. Il comune fa parte della Comunità montana della Valle Brembana.

## Storia
Piccolo borgo incastonato tra i monti, non annovera episodi di spessore nella sua storia.
È comunque usanza comune credere che tuttavia i primi insediamenti stabili in questa zona siano riconducibili all'epoca delle invasioni barbariche, quando le popolazioni soggette alle scorrerie si rifugiarono in luoghi remoti, al riparo dall'impeto delle orde conquistatrici. In particolar modo si presume che siano stati gli abitanti della vicina Valsassina ad arrivare per primi (presumibilmente attorno al VI secolo), come testimoniano alcuni toponimi uguali tra le due zone.
Il toponimo deriva dal latino Cas-Ilium e sta ad indicare una piccola casa rurale adibita a deposito dello strame. Questa è una testimonianza di quanto sono state importanti l'agricoltura e la pastorizia per questo piccolo borgo nel corso dei secoli.
Tuttavia in epoca medievale in questo piccolo borgo si sviluppò anche la lavorazione del ferro in chiodi tramite magli azionati dai numerosi corsi d'acqua che attraversano il territorio comunale. Si narra che il ferro arrivasse dalla Valle di Scalve e dalla val Seriana, e per la sua lavorazione venissero impiegati più di 60 addetti. Il tutto continuò anche con l'arrivo della Serenissima, che garantì numerosi sgravi all'intera zona.
Il termine della dominazione veneta ed il conseguente avvento della Repubblica Cisalpina portò grandi cambiamenti a Cassiglio, che si trovò inglobato nel cantone dell'alta Valle Brembana, con capoluogo a Piazza, e si vide revocati numerosi privilegi che la Repubblica di San Marco aveva assicurato per secoli all'intera zona. Gli anni seguenti videro succedere alla dominazione francese quella austriaca, fino al 1859, quando nacque il Regno d'Italia.
In questi anni non si verificarono episodi di rilievo, con la gente dedita a vivere dignitosamente con ciò che la natura offriva.
Soltanto negli ultimi decenni ha cominciato a prendere sempre più piede l'industria del turismo, che sta risollevando il borgo dopo un periodo di lento ed inesorabile spopolamento.

### Simboli
Lo stemma del Comune, predisposto da Giovanna Begnis e concesso con decreto del presidente della Repubblica del 5 aprile 2006, si blasona:
(D.P.R. 5 aprile 2006)
Nello stemma sono raffigurati gli elementi caratteristici di Cassiglio: l'aquila nera in campo d'oro ricorda l'antica appartenenza della città alla fazione ghibellina; i tre chiodi ricordano le fucine presenti sul territorio e la lavorazione del ferro; la torre d'avvistamento è quella presente sul territorio e menzionata in vari documenti.
Il gonfalone è un drappo partito di rosso e di giallo.

## Geografia

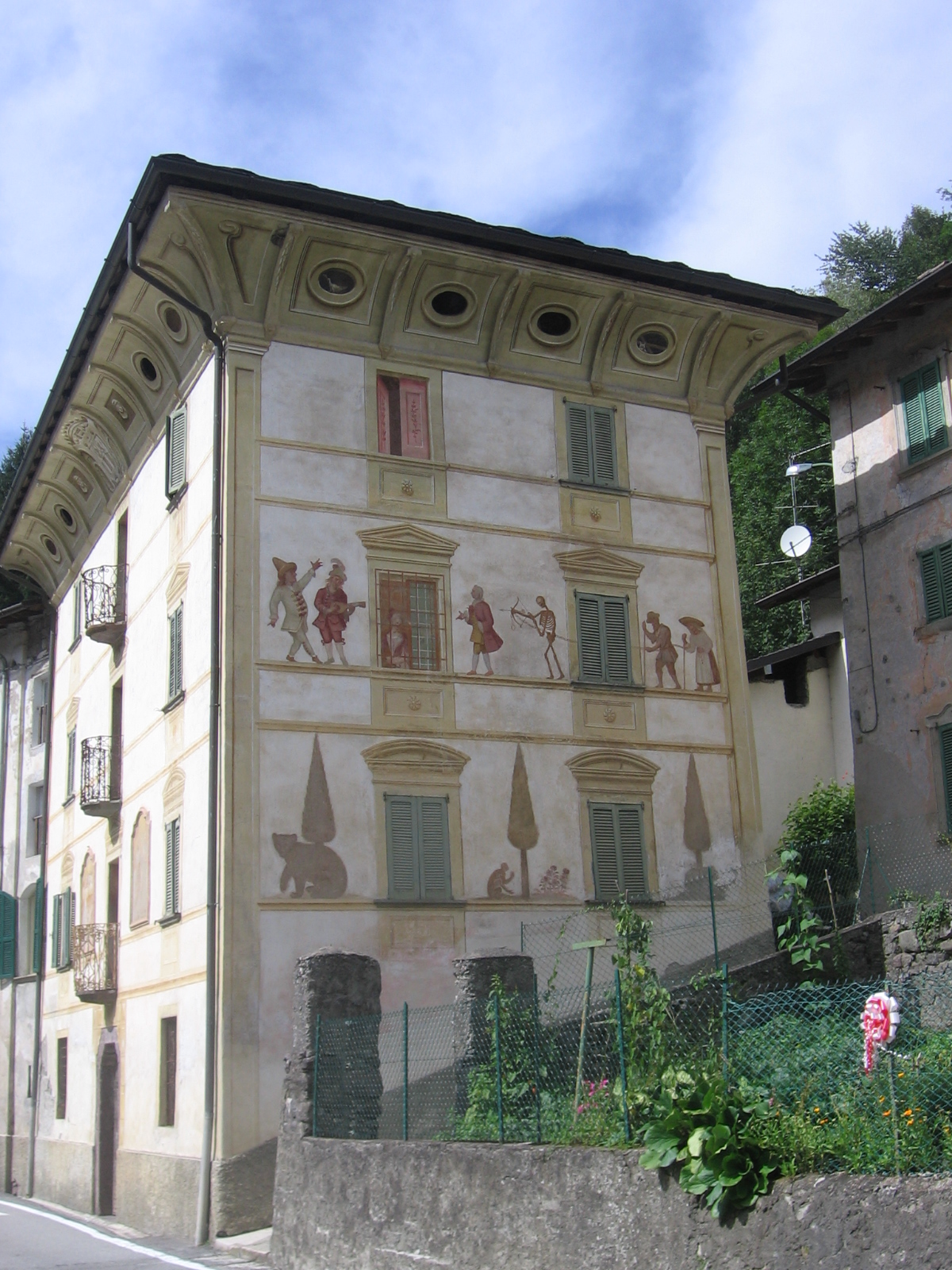
Casa Milesi con la sua facciata affrescata

Il comune di Cassiglio si trova ad un'altitudine di circa 602 m s.l.m. Il paese si estende a monte del torrente Stabina in felice posizione ambientale, in prossimità dello sbocco della Valle Stabina nell’alta Valle Brembana.
Il territorio è immerso nella natura ed offre un ottimo colpo d'occhio. È quindi possibile svolgere un'innumerevole quantità di escursioni, adatte ad ogni tipo di esigenza.

### Valle di Cassiglio
La valle di Cassiglio è meta di molti turisti soprattutto nella stagione estiva, per la presenza di un laghetto artificiale di notevole bellezza ed un’area pic-nic attrezzata.
Dal lago di Cassiglio partono numerosi sentieri. Camminando attraverso i boschi in circa 1 ora e 30 minuti si giunge alla Baita Foier; seguendo il sentiero 101 si arriva in circa 2 ore al Passo Baciamorti e Aralalta, tappa dell’antica via che conduceva in Val Taleggio e in Val Sassina, e al rifugio Gazzaniga in 4 ore.

## Luoghi d'interesse
Il borgo storico è rimasto immutato negli ultimi decenni, mantenendo il fascino caratteristico dei piccoli centri di montagna.

### La chiesa parrocchiale
Particolare fascino riveste la chiesa parrocchiale dedicata a san Bartolomeo, con parecchie case costruite nello stesso nucleo della chiesa stessa. Su una di queste, detta Casa Milesi, è raffigurata una danza macabra molto interessante. La prima chiesa, edificata nella seconda metà XV secolo e consacrata il 9 agosto 1498 da Mons. Paolo Vescovo di Elleonopoli, nel 1566 fu visitata dall'Arcivescovo (futuro San Carlo) Carlo Borromeo. Eretta parrocchia, separandosi da Santa Brigida, nel 1611. Ampliata a più riprese nei secoli seguenti, presenta tele ed affreschi di numerosi artisti locali ed un organo molto rinomato, di produzione Serassi. Durante i lavori di restauro dell'organo eseguiti nel 2007, la paternità dello strumento è stata attribuita, sulla base di alcune lettere in inchiostro di china poste sulle copertine dei somieri di basseria, ad "Angelo Bossi 1800".

### Il cimitero
Il piccolo paese, nei secoli scorsi, non ha mai avuto un cimitero sul proprio territorio. La tradizione vuole che gli abitanti portassero i loro defunti al valico che, posto al di sopra del paese, divide la zona dalla Val Taleggio. 
Qui i morti sarebbero stati posti in una cappelletta dove ricevevano l'ultimo saluto dei parenti, in attesa che gli abitanti di Pizzino, borgo posto dall'alto versante del monte, li venissero a prelevare, dopo essere stati avvisati con un falò. 
Il valico in questione viene tuttora chiamato "Passo di Baciamorti".

### La danza macabra - Casa Milesi
Tra le pregevoli decorazioni che adornano le pareti esterne di Casa Milesi, i soggetti più significativi riguardano la “Serenata macabra” che occupa la facciata orientale.
La singolare scena, non è di per sé assimilabile a una danza secondo i canoni medioevali, ma è più precisamente una serenata, che assume un carattere macabro per via della presenza dello scheletro che rimanda alla morte.
La scena è immediata e realistica, i sette personaggi agiscono secondo un copione teatrale che assegna a ciascuno il proprio specifico ruolo: il giovin signore, ben curato ed elegantemente vestito, ha reclutato due musicanti per eseguire la serenata alla donna amata affacciata alla finestra e lusingata dalle attenzioni del nobile corteggiatore. Ma, ahimè, quanto sono effimere le vicende di questo mondo! Il giovane innamorato non sospetta che la morte, in agguato dietro di lui nelle sembianze di uno scheletro, ha già scoccato il dardo che lo colpirà improvvisamente. Finirà così legato alla stessa catena che già tiene stretti i due vecchi, che seguono rassegnati il loro inevitabile destino. Tutto il complesso è di uno spiccato gusto veneto, avvertibile soprattutto nei musicanti e nel portamento dei due nobili. Non manca, però, un riferimento di carattere popolare e locale: le figure dei due vecchi sono così realistiche che non stupirebbe di trovarne ancora oggi di uguali. La singolarità della scena è completata dalle figure sottostanti: un orso dietro un cipresso, una scimmia intenta a cogliere dei fiori, e un cane, mentre dagli ovali del sottotetto si affacciano una colomba con in bocca un ramoscello di ulivo e un buffo animaletto bianco.

## Società

### Evoluzione demografica
Abitanti censiti

## Amministrazione

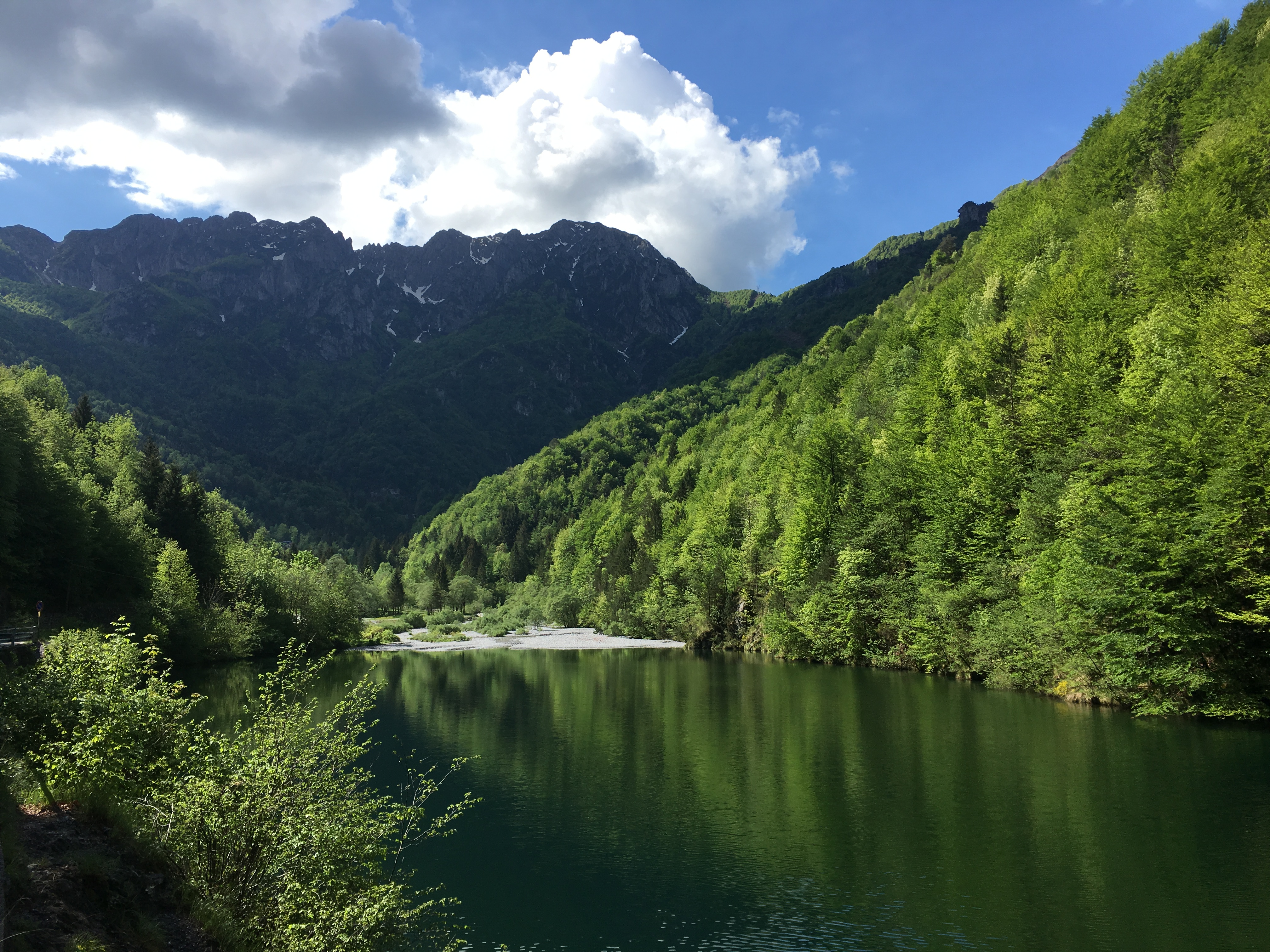
Il lago di Cassiglio

| Periodo        | Periodo        | Primo cittadino       | Partito                      | Carica  | Note |
| -------------- | -------------- | --------------------- | ---------------------------- | ------- | ---- |
| 26 maggio 2019 | In carica      | Silvia Lodedo         | Lista civica - Stella alpina | Sindaco |      |
| 14 giugno 2004 | 25 maggio 2019 | Fabio Bordogna        | Lista civica - Stella alpina | Sindaco |      |
| 23 giugno 1985 | 13 giugno 2004 | Luigi Livio Ruffinoni | Lista civica - Stella alpina | Sindaco |      |

### Gemellaggio
Cassiglio è gemellata con Le Pont-de-Planches, Francia, dal 1992.